# اولیویا آمواکو
اولیویا آمواکو (انگلیسی: Olivia Amoako؛ زادهٔ ۳۰ سپتامبر ۱۹۸۵) بازیکن فوتبال اهل غنا است.
وی همچنین در تیم ملی فوتبال زنان غنا بازی کرده‌است.